# Kvalifikacije za ABA ligu 2019.
Propozicijama ABA lige za sezonu 2018./19. su predviđene kvalifikacije. 
 
Igraju se nakon završetka ligaškog dijela ABA lige i završetka 2. ABA lige, u travnju 2019. godine. Sudjeluju 11. plasirana momčad ABA lige i doprvak 2. ABA lige. Igra se na dvije pobjede (best-of-three serija). Pobjednik susreta stječe pravo nastupa u ABA ligi za sezonu 2019./20., a poraženi u Drugoj ABA ligi.  

## Sudionici
| ABA liga    | 11. mjesto u ligi         | Zadar - Zadar                 |
| 2. ABA liga | doprvak nakon doigravanja | MZT Skopje Aerodrom - Skoplje |

## Rezultati
Utakmice su igrane 17., 23. i 30. travnja 2019. godine.

     - domaća utakmica za klub1 

     - gostujuća utakmica za klub1

| klub1 | pob-por | klub2                         | ut.1  | ut.2  | ut.3  |
| ----- | ------- | ----------------------------- | ----- | ----- | ----- |
| Zadar | 2-1     | MZT Skopje Aerodrom (Skoplje) | 86:89 | 78:77 | 86:75 |

"Zadar" ostao član ABA lige.

## Unutrašnje poveznice
- ABA liga 2018./19.
- Druga ABA liga 2018./19.
- Superkup ABA lige 2018.
- Premijer liga 2018./19.

## Vanjske poveznice
- aba-liga.com
- druga.aba-liga.com